# Thomas Cranmer
Thomas Cranmer (2 juillet 1489 - 21 mars 1556) fut l'un des principaux artisans de la Réforme anglaise et archevêque de Canterbury durant les règnes d'Henri VIII, d'Édouard VI et de Marie Ire. Il prononça le divorce d'Henri VIII et de Catherine d'Aragon qui entraîna la séparation de l'Église d'Angleterre et du Saint-Siège. Avec Thomas Cromwell, il défendit le principe de suprématie royale donnant au roi l'autorité sur les affaires religieuses au sein de son royaume.
En tant qu'archevêque de Canterbury, il fut responsable de l'établissement des premières structures doctrinales et liturgiques de l'Église d'Angleterre. Sous le règne d'Henri VIII, Thomas Cranmer ne mena pas de changements radicaux dans l'Église du fait des luttes de pouvoirs entre les religieux conservateurs et réformistes. Il parvint cependant à publier la première liturgie en langue anglaise officiellement autorisée, l'Exhortation and Litany.
À l'accession au trône d'Édouard VI, Thomas Cranmer fut capable d'appliquer de profondes réformes. Il rédigea et compila les deux premières éditions du Livre de la prière commune reprenant la liturgie complète de l'Église anglicane. Avec l'aide de plusieurs réformateurs européens auxquels il donna refuge, il formula de nouveaux canons doctrinaux pour l'eucharistie, le célibat sacerdotal, le rôle des images dans les lieux de culte et la vénération des saints. Cranmer promulgua les nouvelles doctrines dans le Livre de la prière commune, le Books of Homilies et d'autres publications.
Après le couronnement de la catholique Marie Ire, Thomas Cranmer fut jugé pour trahison et hérésie. Emprisonné durant plus de deux ans et sous la pression des autorités religieuses, il se rétracta à plusieurs reprises et semblait s'être réconcilié avec l'Église catholique romaine. Néanmoins, le jour de son exécution, il abjura ses rétractations pour mourir comme un hérétique aux yeux des catholiques et comme un martyr pour les protestants. Sa disparition fut immortalisée dans le Livre des Martyrs de John Foxe et son héritage vit encore dans l'Église d'Angleterre via le Book of Common Prayer et les Trente-neuf articles, une déclaration de foi anglicane dérivée de ses travaux.

## Biographie

### Jeunesse (1489-1527)
Thomas Cranmer est né en 1489 à Aslockton dans le Nottinghamshire en Angleterre. Ses parents, Thomas et Agnes (née Hatfield) Cranmer, étaient moyennement riches et n'appartenaient pas à l'aristocratie. Leur fils aîné, John, hérita de la propriété familiale tandis que Thomas et son frère cadet Edmund furent envoyés suivre une carrière cléricale. Les débuts de la scolarité de Thomas Cranmer sont mystérieux et il étudia probablement à l'école de son village. À 14 ans, deux ans après la mort de son père, il fut envoyé au nouveau Jesus College de Cambridge. Il lui fallut huit ans, une durée particulièrement longue, pour obtenir son baccalauréat universitaire ès lettres à la suite d'études en logique, en littérature classique et en philosophie. À cette période, il commença à rassembler des ouvrages scolastiques médiévaux qu'il conserva jusqu'à sa mort. Pour sa maîtrise ès lettres, il choisit une nouvelle voie d'étude se concentrant sur les humanistes, Jacques Lefèvre d'Étaples et Érasme. Il acheva ses études en trois ans, une durée normale, et obtint sa maîtrise en 1515. Il fut ensuite élu à la confrérie du Jesus College.
Quelque temps après l'obtention de son diplôme, il épousa une femme appelée Joan. Même s'il n'était pas encore prêtre, il fut obligé de quitter la confrérie et perdit ainsi sa résidence au Jesus College. Pour subvenir aux besoins de sa femme et des siens, il prit un poste de chargé d'enseignement dans une autre université. Lorsque Joan mourut lors de son premier accouchement, le Jesus College montra son estime envers Cranmer en lui rendant son poste à la confrérie. Il commença à étudier la théologie et fut ordonné en 1520 avant que l'université ne le nomme pasteur. Il obtint un doctorat en théologie en 1526.
On sait peu de chose sur les idées et les expériences de Cranmer durant ses trois décennies à Cambridge. Il est traditionnellement représenté comme un humaniste dont l'enthousiasme pour les études bibliques l'avait préparé à l'adoption des idées luthériennes qui commencèrent à se répandre dans les années 1520. Néanmoins une étude de ses marginalia révèlent une antipathie pour Martin Luther et une admiration pour Érasme. Le cardinal Wolsey, le lord chancelier du roi, choisit plusieurs érudits de Cambridge, dont Edward Lee, Stephen Gardiner et Richard Sampson, pour être diplomates, et c'est par Lee que Cranmer obtint son poste de commis d'ambassade en Espagne. Une première rencontre entre Cranmer et le roi Henri VIII d'Angleterre a été révélée dans deux lettres récemment découvertes. Au retour de Cranmer d'Espagne en juin 1527, il obtint un entretien personnel d'une demi-heure avec le roi qu'il décrivit comme le « plus aimable des princes ».

### Au service d'Henri VIII (1527-1532)

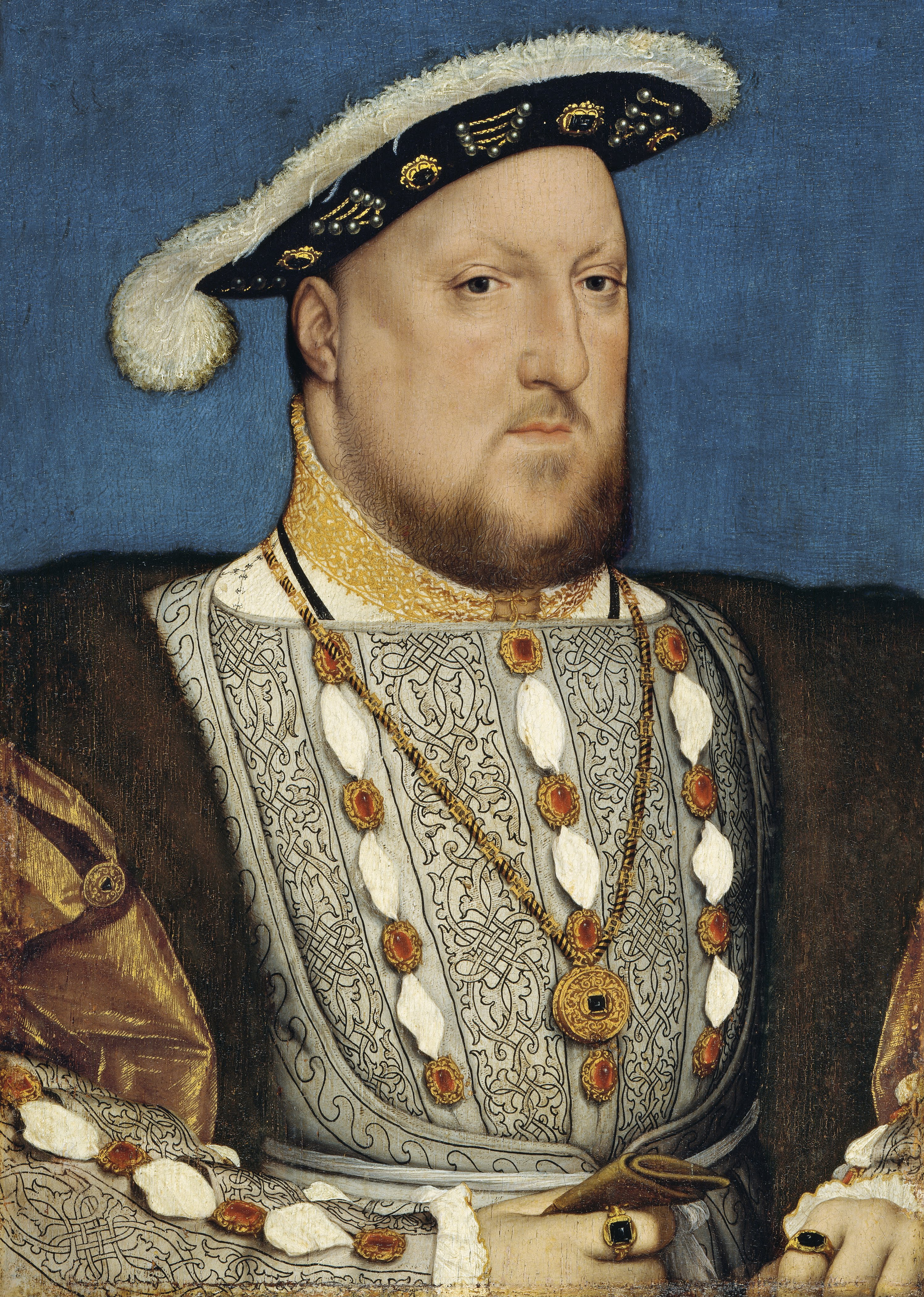
Henri VIII reconnut la valeur de Cranmer dans l'obtention de soutiens pour l'annulation de son mariage avec Catherine d'Aragon.
Hans Holbein le Jeune, vers 1536.

Les origines du premier mariage d'Henri VIII remontent à 1502 lorsque son frère aîné, Arthur, mourut. Leur père, Henri VII, fiança alors la veuve d'Arthur, Catherine d'Aragon, au futur roi. Ces fiançailles posèrent immédiatement la question de l'interdit biblique du mariage avec l'épouse de son frère (Lévitique 18 et 20). Après plusieurs fausses couches, le couple, marié en 1509, eut son premier enfant, Marie, en 1516. Henri VIII n'avait cependant aucun fils à qui transmettre sa couronne et il considéra cela comme un signe de la colère de Dieu ; il commença alors à évoquer une annulation de son mariage et demanda au cardinal Wolsey de plaider sa cause auprès du Vatican. Wolsey commença par consulter des spécialistes universitaires sur la question et à partir de 1527, Cranmer participa à la procédure d'annulation en plus de ses activités d'enseignement à Cambridge.
À l'été 1529, Cranmer resta avec des proches à Waltham Holy Cross dans l'Essex pour éviter une épidémie de peste à Cambridge. Deux de ses associés de l'université, Étienne Gardiner et Edward Foxe, le rejoignirent. Les trois hommes discutèrent de la procédure d'annulation et Cranmer suggéra de mettre de côté l'affaire légale jugée uniquement par le pape en faveur d'un rassemblement des opinions de théologiens de toute l'Europe. Henri VIII montra son intérêt pour l'idée lorsque Gardiner et Foxe lui présentèrent le plan mais on ne sait pas si le roi ou son lord chancelier, Thomas More, l'approuvèrent formellement. Il fut finalement adopté et Cranmer rejoignit la mission royale à Rome pour rassembler les opinions universitaires. Edward Foxe coordonna les efforts de recherche et la mission rédigea la Collectanea satis copiosa et The Deteminations, deux documents théologiques et historiques défendant l'idée que le roi était la plus haute autorité juridique au sein de son royaume.
Le premier contact de Cranmer avec un réformateur européen fut Simon Grynaeus, un humaniste de Bâle en Suisse et un partisan des réformateurs suisses, Ulrich Zwingli et Œcolampade. À l'été 1531, Grynaeus se rendit en Angleterre pour offrir sa médiation entre le roi et les réformateurs en Europe. Il forgea une amitié avec Cranmer et à son retour à Bâle, il écrivit au réformateur allemand Martin Bucer à Strasbourg au sujet de Cranmer. Les premiers contacts de Grynaeus préparèrent les futures relations entre Cranmer et les réformateurs suisses et allemands.
En janvier 1532, Cranmer fut nommé ambassadeur à la cour de l'empereur du Saint-Empire romain germanique, Charles Quint. Comme l'empereur voyageait dans son royaume, Cranmer dut le suivre jusqu'à sa résidence de Ratisbonne. Il traversa la ville luthérienne de Nuremberg et vit pour la première fois les effets de la Réforme protestante. Lorsque la Diète d'Empire fut réunie à Nuremberg durant l'été, il rencontra le principal artisan des réformes à Nuremberg, Andreas Osiander. Ils devinrent de bons amis et en juillet, Cranmer épousa Margarete, la nièce d'Osiander. Il s'agissait d'un événement remarquable car ce mariage lui imposait de mettre de côté son vœu de célibat. Il ne la prit pas comme maîtresse comme cela était la norme chez les prêtres pour qui le célibat était trop rigoureux. Les historiens notent que Cranmer avait évolué, quoique modérément à ce moment, vers certains principes luthériens. Il fut cependant incapable de persuader Charles Quint, le neveu de Catherine d'Aragon, de soutenir l'annulation du mariage de sa tante.

### Archevêque de Cantorbéry (1532-1534)

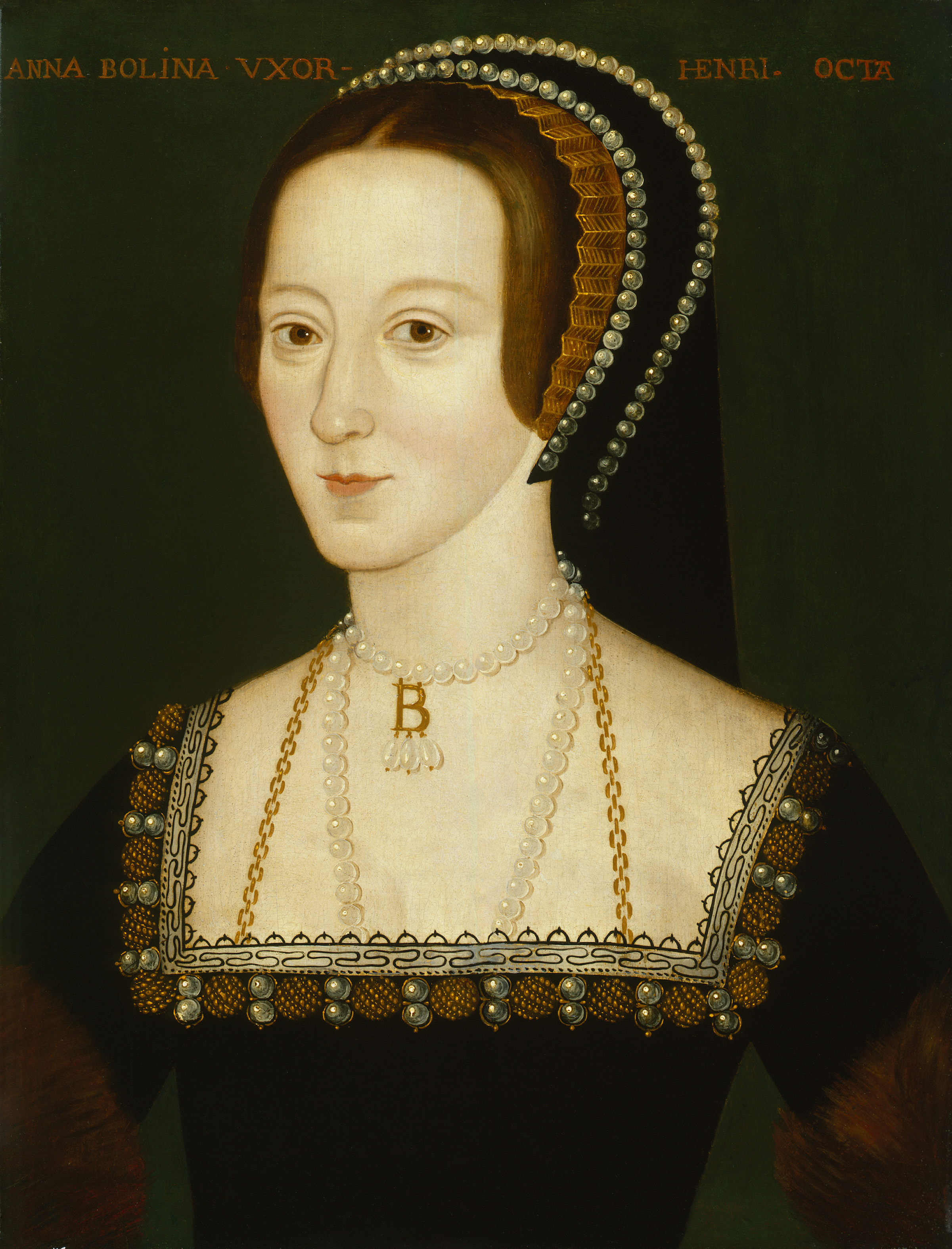
La famille d'Anne Boleyn fit pression pour que Cranmer soit nommé archevêque de Cantorbéry. Portrait posthume d'un artiste inconnu.

Alors que Cranmer suivait Charles Quint en Italie, il reçut une lettre royale datée du 1er octobre 1532 l'informant qu'il avait été nommé archevêque de Cantorbéry à la suite de la mort de l'archevêque William Warham. Cranmer reçut l'ordre de retourner en Angleterre. La nomination avait été obtenue par la famille d'Anne Boleyn qui était courtisée par Henri VIII. Lorsque l'annonce de la promotion de Cranmer arriva à Londres, elle fut accueillie avec surprise car Cranmer n'avait auparavant occupé que des positions mineures dans l'Église. Cranmer quitta Mantoue le 19 novembre et arriva en Angleterre au début du mois de janvier. Henri VIII finança personnellement les bulles pontificales nécessaires à la promotion de Cranmer. Les bulles étaient alors aisées à obtenir car les ordres du nonce apostolique étaient de satisfaire les Anglais pour éviter une confrontation. Les bulles arrivèrent vers le 26 mars 1533 et Cranmer fut consacré archevêque le 30 mars dans la chapelle Saint-Étienne du palais de Westminster. Alors qu'il attendait les bulles, Cranmer continua de travailler sur la procédure d'annulation qui devenait de plus en plus urgente après qu'Anne eut annoncé sa grossesse. Henri et Anne s'étaient mariés secrètement le 24 ou le 25 janvier 1533 en présence de quelques témoins. Cranmer n'apprit le mariage que deux semaines plus tard.
Au cours des mois qui suivirent, Cranmer et le roi travaillèrent sur l'établissement des procédures légales sur la manière dont le mariage du monarque serait jugé par le haut-clergé. Plusieurs propositions ont été préservées dans la correspondance des deux hommes. Une fois que les procédures eurent été adoptées, Cranmer ouvrit le tribunal le 10 mai et invita Henri et Catherine à se présenter. Gardiner représentait le roi et Catherine ne se présenta pas et n'envoya pas de représentant. Le 23 mai, Cranmer annonça que le mariage d'Henri et de Catherine était contraire à la loi de Dieu et menaça le monarque d'excommunication s'il ne s'éloignait pas de Catherine. Henri était à présent libre de se marier et le 28 mai, Cranmer officialisa son mariage avec Anne. Le 1er juin, Cranmer couronna et oint personnellement la reine Anne. Le pape Clément VII fut ulcéré par le divorce d'Henri VIII mais il ne put prendre d'actions décisives du fait des pressions des autres monarques qui espéraient éviter une scission définitive de l'Angleterre. Le 9 juillet, Il excommunia provisoirement Henri et ses conseillers (dont Cranmer) à moins qu'il ne répudie Anne avant la fin du mois de septembre. Henri refusa et le 7 septembre, Anne donna naissance à Élisabeth. Cranmer la baptisa immédiatement après et devint l'un de ses parrains.
Il est difficile de mesurer l'évolution de la pensée théologique de Cranmer depuis ses études à Cambridge. On sait qu'il a continué à soutenir l'humanisme et il renouvela la pension d'Érasme qui avait auparavant été accordée par l'archevêque Warham. En juin 1533, il fut confronté à la difficile tâche de non seulement devoir juger un réformé mais également de le voir brûler. John Frith fut condamné à mort pour avoir nié la transsubstantiation dans l'eucharistie. Cranmer tenta personnellement en vain de le persuader de changer d'avis. Même s'il rejetait le radicalisme de Frith, en 1534 il montrait clairement qu'il avait rompu avec Rome et qu'il empruntait un nouveau chemin théologique. Il défendit la cause de la Réforme en remplaçant progressivement l'ancienne garde des provinces ecclésiastiques par des hommes qui suivaient la nouvelle pensée comme Hugh Latimer. Il intervint dans les disputes religieuses et défendit les réformateurs du mécontentement des religieux conservateurs qui souhaitaient maintenir un lien avec Rome.

### Sous la vice-gérence (1535-1538)

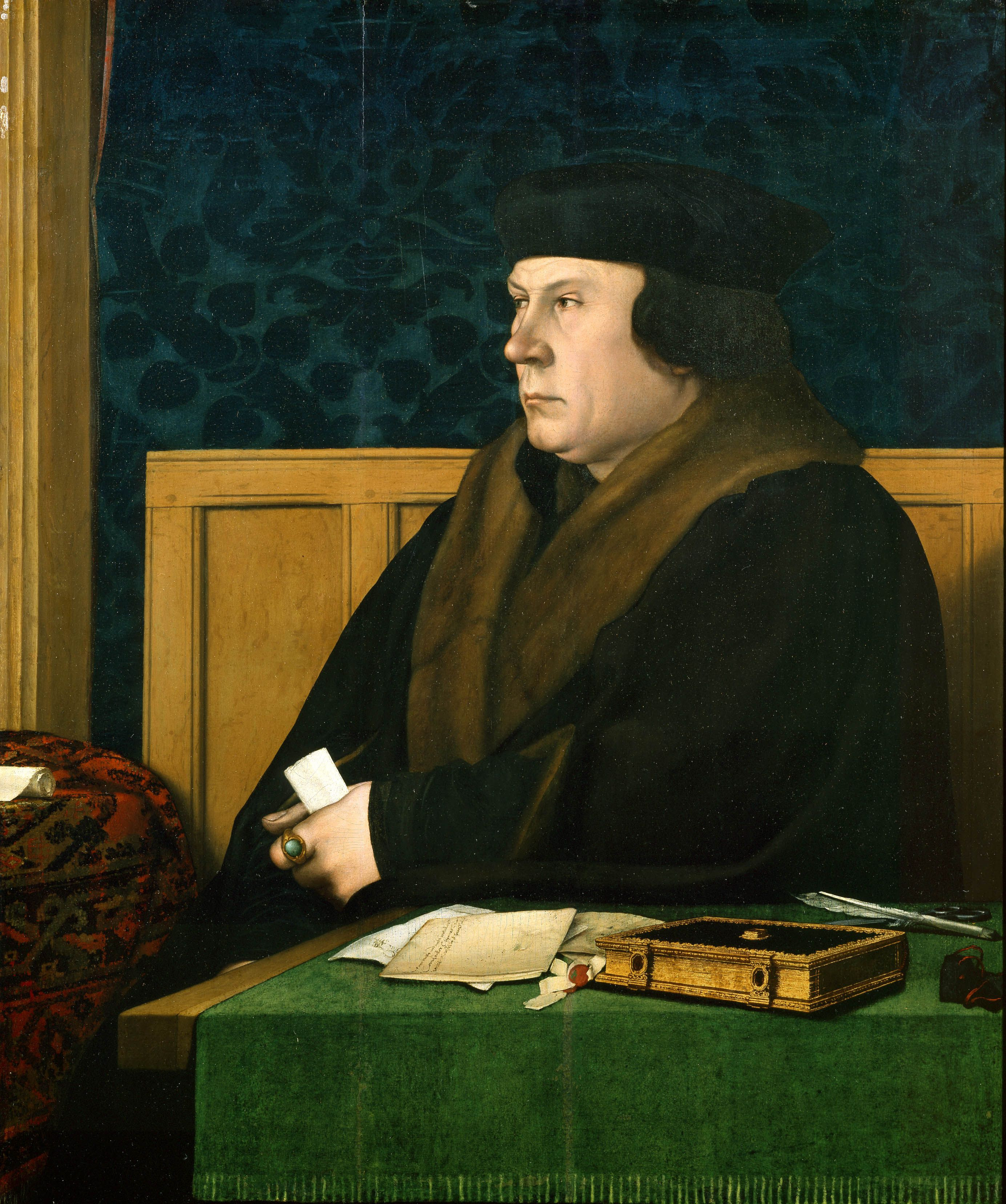
Thomas Cromwell fut le vice-régent chargé de gérer les questions religieuses au nom du roi. Portrait d'Hans Holbein le Jeune, 1532-1533.

Cranmer ne fut pas immédiatement accepté par les évêques de sa province. Lorsqu'il visitait ses subordonnés, il devait éviter les endroits où un évêque conservateur pouvait menacer son autorité. En 1535, Cranmer eut des rencontres tendues avec plusieurs évêques : John Stokesle, John Longland et Étienne Gardiner entre autres. Ils s'opposaient au pouvoir et au titre de Cranmer et avançaient que l'Acte de suprématie ne définissaient pas son rôle. Cela poussa Thomas Cromwell, le principal conseiller du roi, à créer et à prendre la fonction de vice-gérent, le chef suprême des affaires religieuses. Il créa d'autres institutions qui donnèrent une structure claire à la suprématie royale. En conséquence, l'archevêque fut éclipsé par le vice-gérent Cromwell au sujet de la juridiction spirituelle du roi. Rien ne prouve que Cranmer n'ait pas apprécié sa position de subordonné. Même s'il était un intellectuel exceptionnel, il manquait d'habileté politique pour défier ses opposants au sein du clergé. Ces tâches furent laissées à Cromwell.
Le 29 janvier 1536, lorsqu'Anne accoucha d'un fils mort-né, le roi commença à réfléchir à nouveau aux interdictions bibliques qui l'avaient hanté durant son mariage avec Catherine d'Aragon. Peu après la fausse couche, le roi commença à s'intéresser à Jeanne Seymour. Le 24 avril, il demanda à Cromwell de préparer une procédure de divorce. Ignorant ces plans, Cranmer avait continué d'écrire des lettres à Cromwell sur des questions mineures jusqu'au 22 avril. Le 2 mai, Anne fut envoyée à la tour de Londres après avoir été accusée d'adultère. Le lendemain Cranmer écrivit une lettre au roi dans laquelle il exprimait ses doutes sur la culpabilité de la reine et soulignait son estime pour elle. Il s'était néanmoins résigné à la fin du mariage. Le 16 mai, il rencontra Anne à la Tour et entendit sa confession avant de prononcer l'annulation du mariage le lendemain. Anne fut décapitée deux jours plus tard.
La vice-gérence mit le rythme des réformes sous le contrôle du roi. Un équilibre fut trouvé entre les conservateurs et les réformateurs et cela se traduisit dans les « Dix Articles », la première tentative de définition des croyances de la nouvelle Église. Ces articles se divisaient en deux parties. Les cinq premiers montraient l'influence des réformateurs en ne reconnaissant que trois des anciens sacrements : baptême, eucharistie et pénitence. Les cinq articles suivant concernaient le rôle des images, des saints, des rites, des cérémonies, du purgatoire et reflétaient les vues des traditionalistes. Deux premières versions du document ont été préservées et montrent deux groupes de théologiens à l'œuvre. La compétition entre les conservateurs et les réformateurs est montrée par les corrections successives apportées par Cranmer et Cuthbert Tunstall, l'évêque de Durham. Le résultat final fut donc un compromis qui à la fois satisfaisait et ennuyait les deux camps. Le 11 juillet, Cranmer, Cromwell et l'Assemblée générale du clergé approuvèrent les « Dix Articles ».
À l'automne 1536, le nord de l'Angleterre fut secoué par une série de soulèvements connus sous le nom de pèlerinage de Grâce qui représentèrent la plus sérieuse opposition aux politiques d'Henri VIII. Cromwell et Cranmer furent les principales cibles de la fureur populaire. Cromwell et le roi travaillèrent avec acharnement pour écraser la révolte tandis que Cranmer fit profil bas. Lorsqu'il devint clair que le régime d'Henri était sauf, le gouvernement entreprit de remédier aux défauts évidents des « Dix Articles ». Après plusieurs mois de débats, le livre The Institution of a Christian Man (ou Bishops' Book, « Livre des Évêques ») fut proposé en février 1537 lors du premier synode de la vice-gérence. Cromwell ouvrit la procédure mais Cranmer et Foxe le remplacèrent au fur de l'avancée du synode. Foxe réalisa la plus grande partie de la rédaction et le livre fut publié à la fin du mois de septembre.
Même après sa publication, le statut du livre restait vague car le roi ne lui avait pas accordé son plein soutien. Dans un brouillon de lettre, Henri écrivit qu'il n'avait pas lu le livre mais soutenait son impression. Son attention était plus vraisemblablement tournée vers la grossesse de Jane Seymour et la naissance de son fils, Édouard. Jane mourut peu après l'accouchement et ses funérailles eurent lieu le 12 novembre. Le même mois, Henri commença à travailler sur le Bishops' Book ; ses amendements furent envoyés à Cranmer, Sampson et d'autres pour avoir leurs avis. Les réponses de Cranmer au roi furent bien plus longues et agressives que celles de ses collègues. Elles montrent que Cranmer soutenait sans ambiguïté la théologie réformée telle que la justification par la foi ou Sola fide et la prédestination. Ses mots ne convainquirent cependant pas le roi. Une nouvelle profession de foi fut repoussée jusqu'en 1543 avec la publication du King's Book (« Livre du Roi »).
En 1538, le roi et Cromwell entamèrent des négociations avec les princes luthériens du Saint-Empire en vue de former une alliance religieuse et politique. Henri VIII cherchait à obtenir une ambassade de la ligue de Smalkalde depuis l'été 1537. Les luthériens se réjouirent de cette proposition et envoyèrent une délégation composée d'émissaires de différentes villes allemandes dont un collègue de Martin Luther, Friedrich Myconius. Les délégués arrivèrent en Angleterre le 27 mai 1538 et après les premières réunions avec le roi, Cromwell et Cranmer, les discussions sur les différences théologiques furent menées au Lambeth Palace sous la présidence de Cranmer. Les négociations furent lentes en partie parce que Cromwell était trop occupé pour faciliter les discussions et en partie parce que le groupe anglais était également divisé entre conservateurs et réformés. Les échanges se poursuivirent durant l'été et les Allemands commencèrent à se lasser malgré le travail acharné de l'archevêque. Les négociations échouèrent cependant à la suite d'une nomination du roi. Après la mort d'Edward Foxe, le collègue de Cranmer qui siégeait au conseil privé, le roi nomma Cuthbert Tunstall, le rival conservateur de Cranmer, et ce dernier devint le principal conseiller d'Henri VIII. Le 5 août, les délégués allemands envoyèrent une lettre au roi au sujet de trois questions centrales à leurs yeux (obligation du célibat des prêtres, refus de la communion des laïcs et maintien des messes privées pour les morts) et Tunstall intervint auprès du roi pour influencer les décisions. En conséquence, la plupart des principales inquiétudes allemandes furent rejetées par le roi. Même si Cranmer supplia les Allemands de poursuivre les négociations avec l'argument des « milliers d'âmes en jeu en Angleterre », ils quittèrent le pays le 1er octobre sans avoir remporté de véritable concessions.

### Résistances aux réformes (1539-1542)
Philippe Mélanchthon, un réformateur, était conscient d'être très admiré par Henri VIII et au début de l'année 1539, Melanchton adressa plusieurs lettres à Henri critiquant ses vues sur la religion, en particulier son soutien au célibat des prêtres. À la fin du mois d'avril, une autre délégation de luthériens allemands arriva en Angleterre à la demande de Mélanchthon. Cromwell écrivit une lettre au roi soutenant cette nouvelle mission mais Henri avait commencé à changer d'avis et cherchait à courtiser les conservateurs anglais plutôt que d'entrer en contact avec les luthériens. Le 28 avril 1539, le Parlement se rassembla pour la première fois en trois ans. Cranmer était présent mais Cromwell ne put y assister à cause de problèmes de santé. Le 5 mai, la Chambre des lords créa un comité composé à égalité de conservateurs et de réformateurs pour examiner la question des doctrines religieuses. Le calendrier accordé était très serré et le 16 mai, le duc de Norfolk nota que le comité ne s'était mis d'accord sur aucun point et proposa que la Chambre des lords examine six questions doctrinales qui devinrent la base des « Six Articles ». Ils confirmèrent des interprétations conservatrices comme la transsubstantiation, le célibat des prêtres et la nécessité de la confession auriculaire (la confession privée des péchés à un prêtre). Comme les « Six Articles » allaient être promulgués au Parlement, Cranmer envoya sa femme et ses enfants hors d'Angleterre pour les protéger. Jusqu'à ce moment, la famille était restée discrètement à l'écart, probablement dans le Ford Palace dans le Kent. La loi fut adoptée au Parlement à la fin du mois de juin et Latimer et Nicholas Shaxton durent quitter leur diocèse du fait de leur forte opposition à cette mesure.

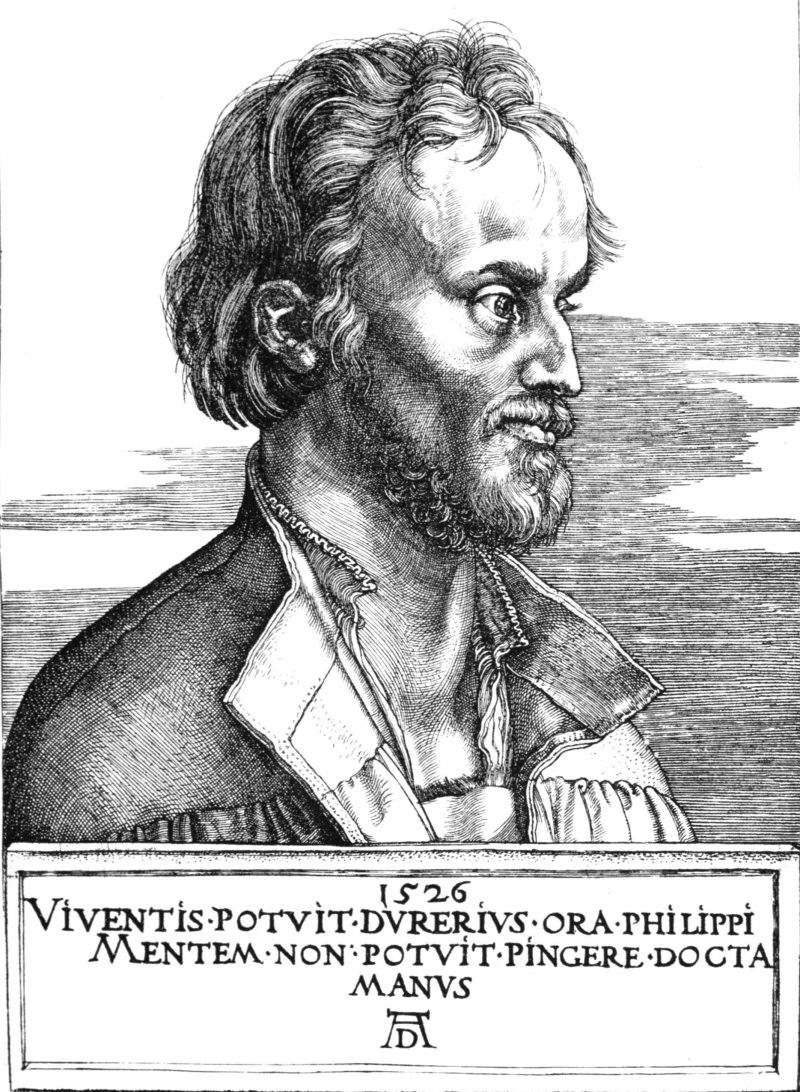
Philipp Melanchthon était le réformateur européen le plus apprécié d'Henri. En 1552, Cranmer l'invita à participer à un conseil œcuménique en Angleterre. Gravure d'Albrecht Dürer, 1526.

Le revers des réformateurs fut de courte durée. En septembre, Henri fut déçu par les résultats de la loi et ses défenseurs, Cromwell et Cranmer revinrent en grâce. Le roi demanda à son archevêque de rédiger une nouvelle préface pour la Great Bible, la première traduction en anglais de la Bible qui fut publiée en avril 1539 sous la direction de Cromwell. La préface prenait la forme d'un sermon adressé aux lecteurs. Comme Cromwell, Cranmer était réjouit du fait que le roi avait accepté son plan pour épouser Anne de Clèves, la sœur d'un prince allemand. Aux yeux de Cromwell, ce mariage pouvait permettre de renouer les liens avec la ligue de Smalkalde. Henri fut déçu par sa première rencontre avec Anne le 1er janvier mais il l'épousa avec réticence le 6 janvier lors d'une cérémonie officiée par Cranmer. Le mariage tourna rapidement court lorsqu'Henri décida de demander un divorce royal. Cela mettait le roi dans une situation délicate et Cromwell en subit les conséquences. Ses anciens ennemis, dont le duc de Norfolk, en profitèrent pour le faire arrêter le 10 juin. Il perdit immédiatement le soutien de tous ses amis dont celui de Cranmer. Néanmoins, comme il l'avait fait auparavant pour Anne Boleyn, Cranmer écrivit une lettre au roi pour défendre le travail de Cromwell. Le mariage d'Henri et d'Anne fut annulé le 9 juillet par le synode de la vice-gérence maintenant mené par Cranmer et Gardiner.
À la suite de l'annulation, Cromwell fut exécuté le 28 juillet. Cranmer se trouvait donc dans une position politique importante sans personne pour l'aider. Jusqu'à la fin du règne d'Henri, il s'accrocha à son autorité. Le roi avait une confiance totale en lui et en retour Cranmer ne pouvait rien lui cacher. À la fin de l'année 1541, Henri et sa nouvelle épouse, Catherine Howard, réalisa sa première visite dans le nord de l'Angleterre. Cranmer resta à Londres au sein d'un conseil chargé de gérer les affaires en l'absence du roi. Ses collègues étaient le lord chancelier Thomas Audley et Edward Seymour, comte de Hertford. Cela fut le premier poste de responsabilité de Cranmer en dehors de la sphère religieuse. En octobre, alors que le roi et la reine étaient encore en déplacement, un réformateur du nom de John Lascelles révéla à Cranmer que Catherine avait une liaison hors mariage. Il transmit cette information à Audley et Seymour et ils décidèrent d'attendre jusqu'au retour du roi. Ne voulant pas mettre le roi en colère, Audley et Seymour proposèrent que ce soit Cranmer qui l'annonce à Henri. Cranmer fit passer un message à Henri durant la messe de la Toussaint. Une enquête confirma la liaison et Catherine fut exécutée en février 1542.

### Soutien du roi (1543-1547)
En 1543, plusieurs ecclésiastiques conservateurs dans le Kent s'associèrent pour attaquer et dénoncer deux réformateurs, Richard Turner et John Bland, devant le conseil privé. Ils préparèrent leurs accusations pour le conseil mais au dernier moment de nouvelles dénonciations furent ajoutées par le neveu d'Étienne Gardiner, Germain Gardiner. Ces nouveaux éléments accusaient Cranmer et listaient ses méfaits depuis 1541. Ce document et les actions qui suivirent furent la base du soi-disant complot des prébendes. Les articles furent présentés devant le conseil à Londres probablement le 22 avril 1543. Le roi lut vraisemblablement ces accusations contre Cranmer durant cette nuit. L'archevêque ignorait cependant les accusations qui lui étaient faites.
Alors que Cranmer était la cible des comploteurs, les réformateurs furent attaqués sur d'autres fronts. Le 20 avril, l'Assemblée générale du clergé se rassembla pour étudier la révision du Bishops' Book. Cranmer présida mais les conservateurs parvinrent à annuler de nombreuses idées réformées dont la justification par la foi. Le 5 mai, la nouvelle version appelée A Necessary Doctrine and Erudition for any Christian Man ou King's Book fut publiée. Sur le plan doctrinal, elle était bien plus conservatrice que le Bishop's Book. Le 10 mai, les réformateurs subirent un nouveau revers lorsque le Parlement vota l'Acte pour l'avancée de la Vraie Religion interdisant les « livres erronés » et restreignait la lecture de la Bible en anglais à l'aristocratie. Entre mai et août, les réformateurs furent forcés d'abjurer sous peine d'emprisonnement.

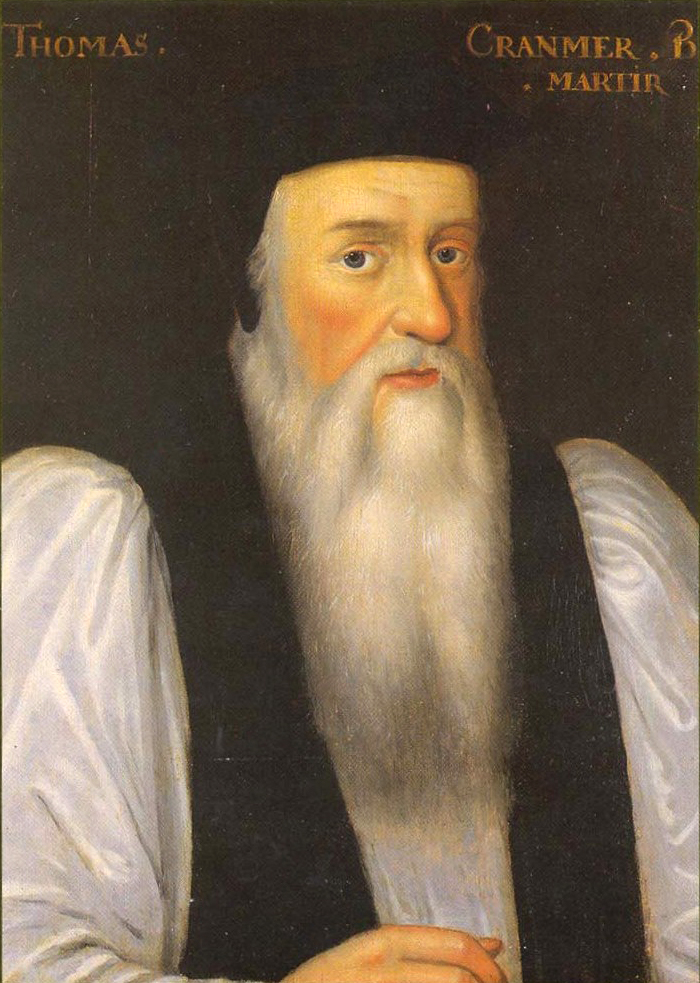
Portrait de Cranmer réalisé après la mort d'Henri VIII par un artiste inconnu. Il est dit que sa barbe montrait son deuil du roi et son rejet de l'ancienne Église.

Durant cinq mois, Henri ne réagit pas aux accusations contre son archevêque. Le roi révéla finalement lui-même la conspiration à Cranmer. Selon le secrétaire de Cranmer, Ralph Morice, le roi montra vers septembre 1543 à Cranmer un document résumant les accusations contre lui. Une enquête fut lancée avec Cranmer à sa tête et déboucha sur l'identification des meneurs du complot. De manière générale, Cranmer humilia les ecclésiastiques impliqués mais les pardonna et continua d'utiliser leurs services. Pour montrer sa confiance, Henri confia son sceau personnel à Cranmer. Lorsque le conseil privé arrêta Cranmer à la fin du mois de novembre, les nobles furent arrêtés par le symbole de la confiance du roi en sa possession. Finalement, deux meneurs de second ordre furent emprisonnés et Germain Gardiner fut exécuté.
La situation ayant évolué en sa faveur, Cranmer poursuivit ses efforts pour réformer l'Église et en particulier sa liturgie. Le 27 mai 1544, la première liturgie en anglais fut publiée, l'Exhortation and Litany. Elle existe encore aujourd'hui avec quelques modifications dans le Livre de la prière commune. La litanie traditionnelle employait l'invocation des saints mais Cranmer réforma cet aspect en supprimant ce type de vénération. D'autres réformateurs furent élus à la Chambre des communes et une nouvelle législation fut introduite pour contrecarrer les effets des Six Articles et de l'Acte pour l'Avancement de la Vraie Religion.
En 1546, les conservateurs regroupés au sein d'une coalition comprenant Gardiner, le duc de Norfolk, le lord chancelier Wriothesley et l'évêque de Londres, Edmund Bonner firent une dernière tentative pour défier les réformateurs. Plusieurs réformateurs liés à Cranmer furent ciblés. Certains comme Lascelles furent brûlés vifs. Cependant, de puissants nobles réformés comme Edward Seymour et John Dudley revinrent en Angleterre durant l'été et parvinrent à contrer la progression des conservateurs. Gardiner fut mis en disgrâce par le roi lorsqu'il refusa d'accepter un échange de propriété épiscopales et le fils du duc de Norfolk fut exécuté pour trahison. Rien ne prouve que Cranmer ait joué un rôle dans ces luttes politiques et il n'y eut pas d'autres complots alors que la santé du roi déclinait. Cranmer réalisa ses dernières missions pour le roi le 28 janvier 1547 lorsqu'il donna une profession de foi réformée alors qu'il tenait la main d'Henri au lieu de lui accorder l'extrême-onction. Cranmer pleura la mort du roi et il est dit qu'il se laissa pousser la barbe en témoignage de sa tristesse. La barbe était également un signe de rupture avec le passé. Les réformateurs d'Europe laissaient pousser leur barbe pour marquer leur rejet de l'ancienne Église et cette signification des barbes cléricales était bien connue en Angleterre. Le 31 janvier, il était parmi les exécuteurs testamentaires du roi qui nommait Edward Seymour, Lord Protecteur du nouveau jeune roi, Édouard VI.

### Réformes religieuses (1547-1549)

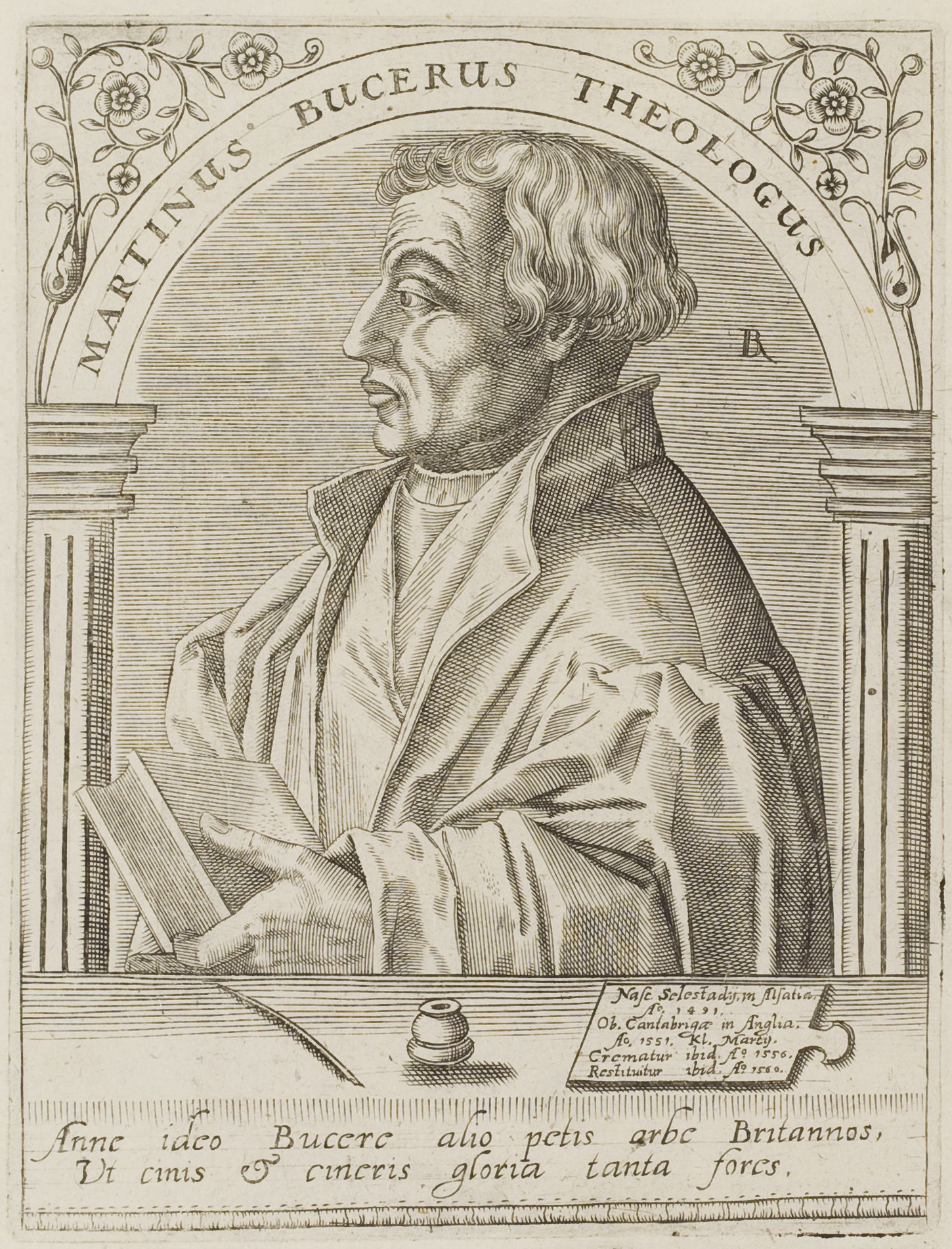
Martin Bucer avait correspondu durant de longues années avec Cranmer avant de trouver refuge en Angleterre.

Sous la régence de Seymour, les réformateurs faisaient maintenant partie de l'État. Une visite royale des provinces ecclésiastiques eut lieu en août 1547 et chaque paroisse visitée reçut l'ordre de se procurer une copie du Books of Homilies. Ce livre comprenait douze homélies dont quatre avaient été écrites par Cranmer. Sa réaffirmation de la doctrine de justification par la foi entraîna une forte réaction de la part de Gardiner. Dans l'Homily of Good Works annexed to Faith, Cranmer attaquait le monachisme et l'importance des diverses actions personnelles impliquées dans les cérémonies liturgiques. En conséquence, il réduisit l'éventail des bonnes œuvres considérées comme nécessaires et renforça la prééminence de la foi. Dans chaque paroisse visitée, des instructions furent données pour « éliminer toute image ayant un soupçon de dévotion lui étant attachée, ».
La vision de Cranmer de l'eucharistie, qui avait déjà évolué depuis la doctrine catholique officielle, fut à nouveau influencée par les réformateurs d'Europe. Cranmer était en relation avec Martin Bucer depuis la création des premiers contacts avec la ligue de Smalkalde. Les relations entre les deux hommes se renforcèrent après la victoire de Charles Quint sur la ligue lors de la bataille de Muehlberg, laissant l'Angleterre comme la seule grande nation fournissant un sanctuaire pour les réformateurs persécutés. Cranmer écrivit une lettre à Bucer (aujourd'hui perdue) avec des questions sur la théologie de l'eucharistie. Dans sa réponse datée du 28 novembre 1547, Bucer niait la présence divine et condamnait la transsubstantiation et l'adoration des éléments. La lettre fut transmise à Cranmer par deux théologiens réformateurs italiens, Pierre Martyr et Bernardino Ochino qui furent invités à se réfugier en Angleterre. Martyr emmena avec lui une lettre supposément rédigée par Jean Chrysostome (aujourd'hui considérée comme un faux) Ad Caesarium Monachum, qui semblait apporter un soutien patrologique à la présence divine. Ces documents influencèrent l'opinion de Cranmer sur l'eucharistie.
En mars 1549, la ville de Strasbourg força Martin Bucer et Paul Fagius à l'exil. Cranmer invita immédiatement les deux hommes à venir en Angleterre et leur promit des postes universitaires. Lorsqu'ils arrivèrent le 25 avril, Cranmer fut particulièrement ravi de rencontrer Bucer en personne après dix-huit années de correspondance. Il avait besoin de ces hommes pour former une nouvelle génération de prêtres et également l'assister dans la réforme de la liturgie et  des doctrines. D'autres, comme le réformateur polonais Jean de Lasco, acceptèrent son invitation mais Cranmer ne parvint pas à convaincre Osiander et Melanchton à venir en Angleterre.

### Livre de la prière commune(1548-1549)

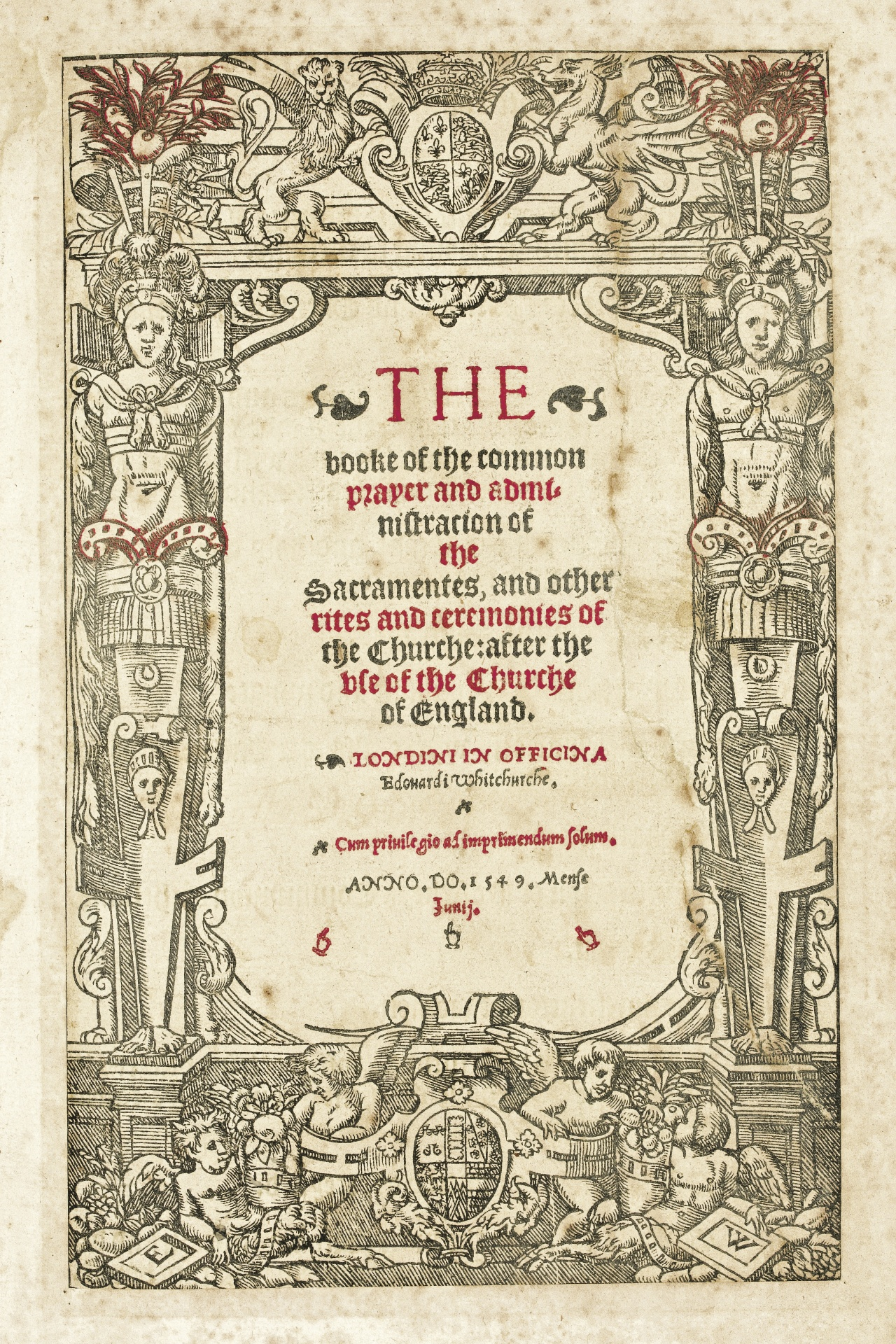
La couverture de l'édition de 1549 du Livre de la prière commune.

Comme l'usage de l'anglais dans les services religieux se répandait, le besoin d'une liturgie uniforme devint évident. Les premières discussions au sujet de ce qui devint le Livre de la prière commune furent organisées à l'abbaye de Chertsey et au château de Windsor en septembre 1548. La liste complète des participants ne nous est pas parvenue mais on sait que les membres étaient également répartis entre conservateurs et réformateurs. Ces réunions furent suivies par un débat sur l'eucharistie à la Chambre des Lords entre le 14 et le 19 décembre. Cranmer révéla publiquement dans ce débat qu'il avait abandonné la doctrine de la présence divine et qu'il considérait que la présence eucharistique était uniquement spirituelle. Le Parlement vota l'Acte d'Uniformité de 1549 autorisant la publication du Livre de la prière commune après Noël ; il légalisa également le mariage des prêtres.
Il est difficile de savoir dans quelle mesure, le Livre de la prière commune est une création de Cranmer. Parmi les sources qu'il a utilisé figuraient le rite de Sarum et les écrits de plusieurs luthériens comme Hermann von Wied, Osiander et Justus Jonas. Il est encore plus de difficile de savoir comment et avec qui Cranmer travailla sur l'ouvrage. Malgré le manque de connaissance sur ses aides, on attribue à Cranmer la rédaction et la structure globale du livre.
L'emploi du nouveau livre de prière fut rendu obligatoire le 9 juin 1549. Cela déclencha une série de soulèvements dans le Devon et en Cornouailles appelée « révolte du Livre de la prière commune ». L'insurrection s'étendit rapidement à l'est de l'Angleterre. Bucer venait tout juste de prendre ses fonctions à Cambridge lorsqu'il se retrouva au milieu de l'agitation et dut précipitamment se trouver un refuge. Les rebelles avaient de nombreuses revendications dont la restauration des Six Articles, l'emploi du latin pour la messe, la restauration des prières pour les âmes au purgatoire et la reconstruction des abbayes. Cranmer envoya au roi une réponse ferme à ces demandes dans laquelle il dénonçait la malice de la révolte. Le 21 juin, Cranmer réquisitionna la cathédrale Saint-Paul de Londres où il défendit vigoureusement la ligne de l'Église officielle. Un brouillon de son sermon, le seul exemplaire existant de l'un de ses prêches, montre qu'il a collaboré avec Pierre Martyr sur la gestion de la révolte.

### Consolidation des gains (1549-1551)
La révolte du Livre de la prière commune et d'autres événements ont eu un effet négatif sur la régence de Seymour. Le conseil privé devint divisé lorsqu'un groupe de conseillers se rassembla derrière John Dudley pour évincer Seymour. Cranmer et deux autres conseillers, William Paget et Thomas Smith envisagèrent initialement de soutenir Seymour. Cependant après un tourbillon de lettres entre les deux camps, un coup d'État non violent entraîna le renversement de Seymour le 13 octobre 1549. Malgré le soutien des conservateurs politiques et religieux au coup d'État, les réformateurs parvinrent à conserver le contrôle sur le nouveau gouvernement et la Réforme anglais continua de consolider ses gains. Seymour fut initialement emprisonné à la tour de Londres mais il fut libéré le 6 février 1550 et retourna au conseil. L'archevêque fut capable de transférer son ancien chapelain, Nicholas Ridley, du petit diocèse de Rochester vers le diocèse de Londres tandis que John Ponet remplaça Ridley. Les conservateurs en fonction furent mutés et remplacés par des réformateurs.

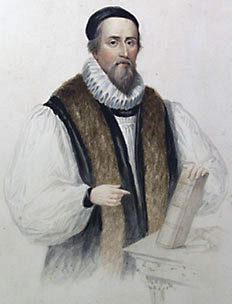
John Hooper était influencé par les idées d'Ulrich Zwingli et demandait des réformes plus radicales.

Le premier résultat de la coopération entre Cranmer et Bucer fut l'Ordinal, la liturgie pour l'ordination des prêtres. Cette dernière manquait dans le premier Livre de la prière commune et ne fut pas publiée avant 1550. Cranmer adopta le brouillon de Bucer et créa trois services pour l'ordination du diacre, du prêtre et de l'évêque. La même année, Cranmer rédigea le Defence of the True and Catholic Doctrine of the Sacrament of the Body and Blood of Christ, une explication semi-officielle de la théologie de l'eucharistie au sein du Livre de la prière commune. Il s'agissait du premier livre de bonne taille à porter le nom de Cranmer sur la couverture.
Même si Bucer participa au développement de la Réforme anglaise, il s'inquiétait de la vitesse de sa progression qu'il jugeait trop lente. Bucer et Fagius avaient noté que le Livre de la prière commune de 1549 n'était pas particulièrement remarquable bien que Cranmer leur ait assuré qu'il ne s'agissait que d'une étape vers sa forme finale. Bucer commença néanmoins à perdre ses illusions à l'hiver 1550 mais Cranmer fit tout pour qu'il ne se sente pas exclu et resta en contact étroit avec lui. Cette attention paya lors de la controverse des costumes ecclésiastiques. Cet incident fut initié par John Hooper, un partisan d'Heinrich Bullinger, de retour en Angleterre après un séjour à Zurich. Hooper était mécontent du Livre de la prière commune et de l'Ordinal et il s'opposait aux cérémonies et aux costumes ecclésiastiques. Lorsque le conseil privé le choisit pour devenir évêque de Gloucester le 15 mai 1550, il demanda à ne pas avoir à porter les vêtements imposés. Il reçut l'appui des réformateurs européens comme Jan Laski (Jean de Lasco) qui était devenu le chef de l'Église étrangère de Londres où priaient les réfugiés protestants. Les pratiques et la forme de cette Église allaient bien plus loin que ce que voulait Cranmer. Néanmoins, Bucer et Martyr, malgré leur sympathie pour les idées d'Hooper, défendirent les arguments de Cranmer. Cranmer et Ridley obtinrent l'emprisonnement d'Hooper qui finit par abandonner ses revendications. Il fut ordonné le 8 mars 1551 suivant l'Ordinal et il prêcha devant le roi dans ses habits d'évêque. La vision de Cranmer d'une progression lente de la réforme sous l'autorité du gouvernement fut maintenue.

### Dernières réformes (1551-1553)
Le rôle politique de Cranmer fut réduit lorsque Seymour fut arrêté pour trahison le 16 octobre 1551. Même si les accusations de trahison furent abandonnées lors de son procès en décembre, il fut condamné pour felony et exécuté le 22 janvier 1552. Les relations entre Cranmer et Dudley s'en ressentirent et elles furent également ternies par l'acquisition progressive des biens ecclésiastiques par la régence. Néanmoins, même au milieu de cette tourmente politique, Cranmer continua de travailler sur trois projets majeurs de son programme de réforme : la révision du droit canonique, la révision du Livre de la prière commune et la création d'une déclaration sur la doctrine.

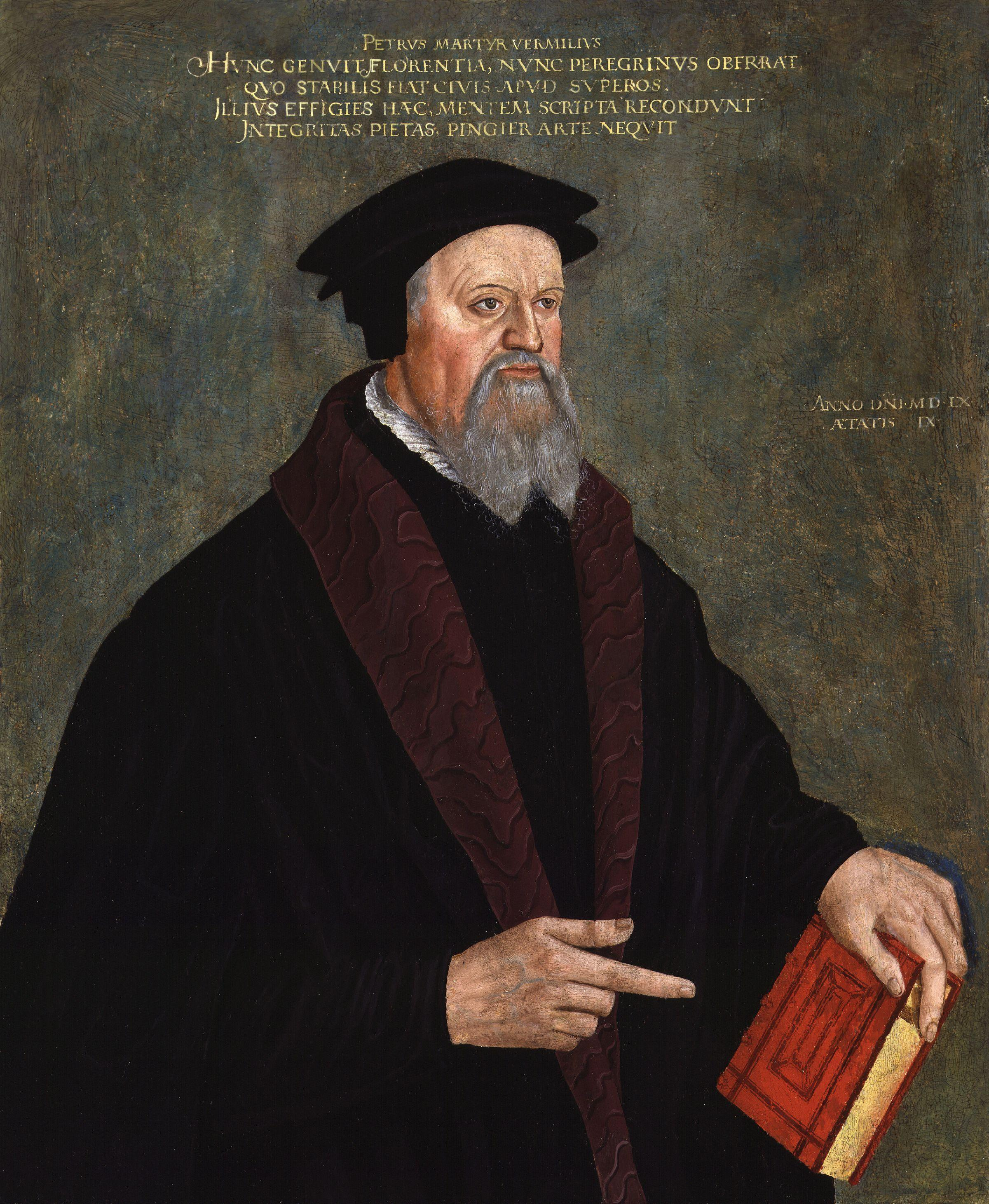
Pietro Martire Vermigli - ou Pierre Martyr - aida Cranmer lors de la Réforme anglaise. Portrait d'Hans Asper, 1560.

Le droit canonique original qui définissait l'organisation de l'Église avait clairement besoin d'une réforme à la suite de la rupture d'Henri VIII avec Rome. Plusieurs tentatives furent réalisées sous le règne d'Henri mais ces premiers projets furent abandonnés car la vitesse des réformes ne permettait pas de mener le travail de révision. Avec la stabilisation de la situation religieuse, Cranmer forma un comité en décembre 1551 pour recommencer le travail. Il recruta Pierre Martyr au sein du comité et il parvint à convaincre Laski et Hooper de participer, démontrant ainsi sa capacité à pardonner les offenses passées. Cranmer et Martyr réalisèrent que la création réussie d'un droit canonique réformé en Angleterre aurait une signification internationale. Cranmer envisagea de rassembler toutes les églises réformées d'Europe sous la direction de l'Angleterre pour contrer le concile de Trente, la réponse catholique à la Réforme protestante. En mars 1552, Cranmer invita les réformateurs européens les plus influents, Bullinger, Jean Calvin et Melanchthon à venir en Angleterre pour participer à un conseil œcuménique. Le résultat fut décevant : Melanchton ne répondit pas, Bullinger avança qu'aucun d'entre eux ne pourrait quitter l'Allemagne alors déchirée par la guerre entre l'empereur et les princes luthériens et si Calvin manifesta un certain enthousiasme, il déclara qu'il ne pouvait pas venir. Un manuscrit incomplet du projet de révision avec des annotations et des commentaires de Cranmer et de Martyr nous est parvenu. Lorsque la version finale fut présentée devant le Parlement, la rupture entre Cranmer et Dudley était consommée et le régent parvint à faire rejeter la loi à la Chambre des lords.
Comme pour la rédaction du premier Livre de la prière commune, les origines et les participants à sa révision sont mal connus mais il est clair que Cranmer mena le projet et dirigea son orientation. Les travaux commencèrent à la fin de l'année 1549 lorsque l'Assemblée générale du clergé se rassembla pour discuter du projet. À la fin de l'année 1550, l'opinion de Martyr et de Bucer fut sollicitée pour définir les améliorations de la liturgie et ils influencèrent largement la révision. Le concept de présence divine fut clarifié par l'emploi de termes complètement nouveaux lorsque les communiants reçoivent le pain et le vin. De nouvelles rubriques précisaient que tout type de pain pouvait être utilisé et que le vin restant pouvait être utilisé par le vicaire, dissociant ainsi les éléments de toute présence physique. Le nouveau livre supprimait la possibilité de prier pour les morts car ces prières impliqueraient le soutien à la doctrine du purgatoire. L'Acte d'uniformité de 1552 qui autorisait la publication du livre spécifiait que son emploi serait exclusif à partir du 1er novembre. La version finale fut cependant publiée à la dernière minute du fait des interventions de Dudley. Alors que ce dernier voyageait dans le nord du pays, il rencontra le réformateur John Knox à Newcastle. Impressionné par ses sermons, Dudley le choisit pour devenir aumônier du roi et lui demanda de participer aux projets de réforme. Dans un sermon devant le roi, Knox attaqua la pratique de s'agenouiller lors de la communion. Le 27 septembre 1552, le conseil privé mit fin à l'impression du nouveau livre de prière et demanda à Cranmer de le modifier. Il répondit dans une longue lettre en affirmant que c'est au Parlement doté d'une sanction royale de décider des changements dans la liturgie. Le 22 octobre, le conseil décida de conserver la liturgie en l'état et d'ajouter la soi-disant Black Rubric (« rubrique noire ») expliquant que s'agenouiller lors de la communion était nécessaire mais que cela n'implique pas d'adoration.
Les origines de la déclaration qui devinrent ensuite les Forty-Two Articles (« Quarante-Deux Articles ») sont tout aussi obscures. Dès décembre 1549, l'archevêque avait demandé l'avis des évêques sur certains points de la doctrine. En 1551, Cranmer présenta une version de la déclaration aux évêques mais son statut était peu précis. Cranmer ne consacra pas beaucoup de temps à la rédaction de ces articles car il se concentrait probablement sur la révision du droit canonique. Son intérêt fut renouvelé lorsque son espoir de conseil œcuménique disparut. Au mois de septembre 1552, Cranmer et John Cheke, un ami universitaire chargé de la traduction en latin, travaillaient sur des ébauches. Lorsque les Forty-Two Articles furent finalement publiés en mai 1553, la couverture indiquait que ces articles avaient été approuvés par l'Assemblée générale du clergé et étaient publiés sous l'autorité sur roi. Cela n'était pas le cas et l'erreur fut vraisemblablement causée par une mauvaise communication entre Cranmer et le conseil privé. L'archevêque se plaignit de cette situation au conseil mais la réponse des autorités fut de noter que les articles étaient développés durant l'Assemblée générale, évitant ainsi une réponse directe. Le conseil lui confia la tâche d'obtenir l'avis des évêques sur ces articles ; beaucoup y étaient opposés et firent remarquer l'erreur sur la couverture. Alors que Cranmer travaillait sur cette mission, de nouveaux événements la rendirent inutile.

### Procès, rétractations et supplice (1553-1556)

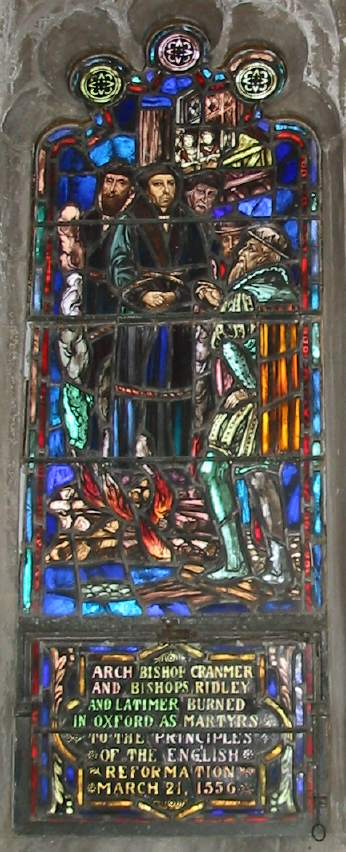
Vitrail représentant Cranmer, Ridley et Latimer, les « martyrs d'Oxford ».

Au début de l'année 1553, Édouard VI contracta la tuberculose et ses conseillers apprirent que sa mort était proche. En mai 1553, le conseil envoya plusieurs lettres aux réformateurs européens pour leur assurer que la santé d'Édouard s'améliorait. Parmi ces lettres, une était adressée à Melanchthon pour l'inviter en Angleterre afin qu'il prenne la place de Regius Professor of Divinity de Cambridge laissée vacante depuis la mort de Martin Bucer en février 1551. Henri VIII et Cranmer avaient auparavant échoué à le convaincre mais le conseil tenta d'obtenir sa venue en lui envoyant une avance pour payer le voyage. Cranmer lui envoya une lettre personnelle lui enjoignant d'accepter l'offre mais Melanchton ne se rendit jamais en Angleterre. En parallèle à ces actions pour renforcer la Réforme, le conseil essayait de convaincre plusieurs juges pour qu'ils placent sur le trône Jeanne Grey, une cousine protestante d'Édouard VI, plutôt que Marie, la fille catholique d'Henri VIII et de Catherine d'Aragon. Le 17 juin 1553, le roi écrivit dans son testament que Jeanne devrait lui succéder, contrevenant ainsi au Troisième Acte de Succession spécifiant que Marie accéderait au trône à la mort d'Édouard. Cranmer tenta d'obtenir une audience privée avec le roi mais cela lui fut refusé et son entretien fut réalisé en présence des conseillers du roi. Édouard lui dit qu'il confirmait ce qu'il avait écrit dans son testament. La décision de Cranmer de soutenir Jeanne a probablement été prise avant le 19 juin lorsque des ordres royaux demandèrent la convocation de l'Assemblée générale du clergé en vue de reconnaître cette nouvelle succession.
Au milieu du mois de juillet, plusieurs violentes révoltes éclatèrent en province en faveur de Marie et les soutiens de Jeanne au conseil privé diminuèrent. Lorsque Marie fut proclamée reine le 19 juillet, Dudley, Ridley et le père de Jeanne, le duc de Suffolk furent emprisonnés. L'archevêque fut épargné par ces mesures et le 8 août, il présida les funérailles d'Édouard suivant la liturgie réformée. Durant l'été, il conseilla à ses collègues, dont Pierre Martyr, de quitter l'Angleterre mais lui décida de rester. Les évêques réformateurs furent remplacés par des conservateurs comme Edmund Bonner mais Cranmer refusa de partir sans combattre. Lorsque des rumeurs avancèrent qu'il avait autorisé une messe catholique dans la cathédrale de Canterbury, il déclara qu'il s'agissait de mensonges et affirma que « toute la doctrine et la religion de notre souverain le roi Édouard VI est plus pure et en accord avec la parole de Dieu, que tout ce qui a été utilisé en Angleterre durant mille ans ». Sans surprise, le gouvernement considéra que la déclaration de Cranmer était équivalente à une trahison. Il reçut l'ordre de se présenter devant le conseil privé dans la Chambre étoilée le 14 septembre et il fit ses adieux à Martyr. Cranmer fut immédiatement envoyé à la tour de Londres où il rejoignit Hugh Latimer et Nicholas Ridley.
Le 13 novembre 1553, Cranmer et quatre autres accusés furent condamnés à mort pour trahison. Après les exécutions de Jeanne Grey et de ses partisans au mois de février, le conseil privé décida de s'attaquer aux chefs religieux de la Réforme. Le 8 mars, Cranmer, Ridley et Latimer furent transférés à la prison de Bocardo (en) à Oxford en vue d'un procès en hérésie. Durant l'hiver, Cranmer parvint à envoyer une lettre à Martyr qui s'était réfugié à Strasbourg, il s'agit du dernier document connu rédigé par sa main. Il y affirmait que la situation désespérée de l'Église était la preuve qu'elle serait bientôt libérée et écrivit « je prie Dieu de me permettre de tenir jusqu'au bout! » Cranmer resta à l'isolement dans la prison de Bocardo durant 17 mois jusqu'au début du procès le 12 septembre 1555. Même s'il fut tenu en Angleterre, le procès était placé sous la juridiction papale et le verdict final viendrait de Rome. Lors des interrogatoires, Cranmer reconnut tous les faits qui lui étaient présentés mais nia toute traîtrise, désobéissance ou hérésie. Le procès de Latimer et de Ridley commença peu de temps après celui de Cranmer mais le verdict tomba rapidement et ils furent brûlés vifs le 16 octobre. Cranmer fut emmené dans une tour pour assister à l'exécution. Le 4 décembre, Rome décida du sort de Cranmer en lui retirant le titre d'archevêque et en autorisant les autorités laïques à le condamner.

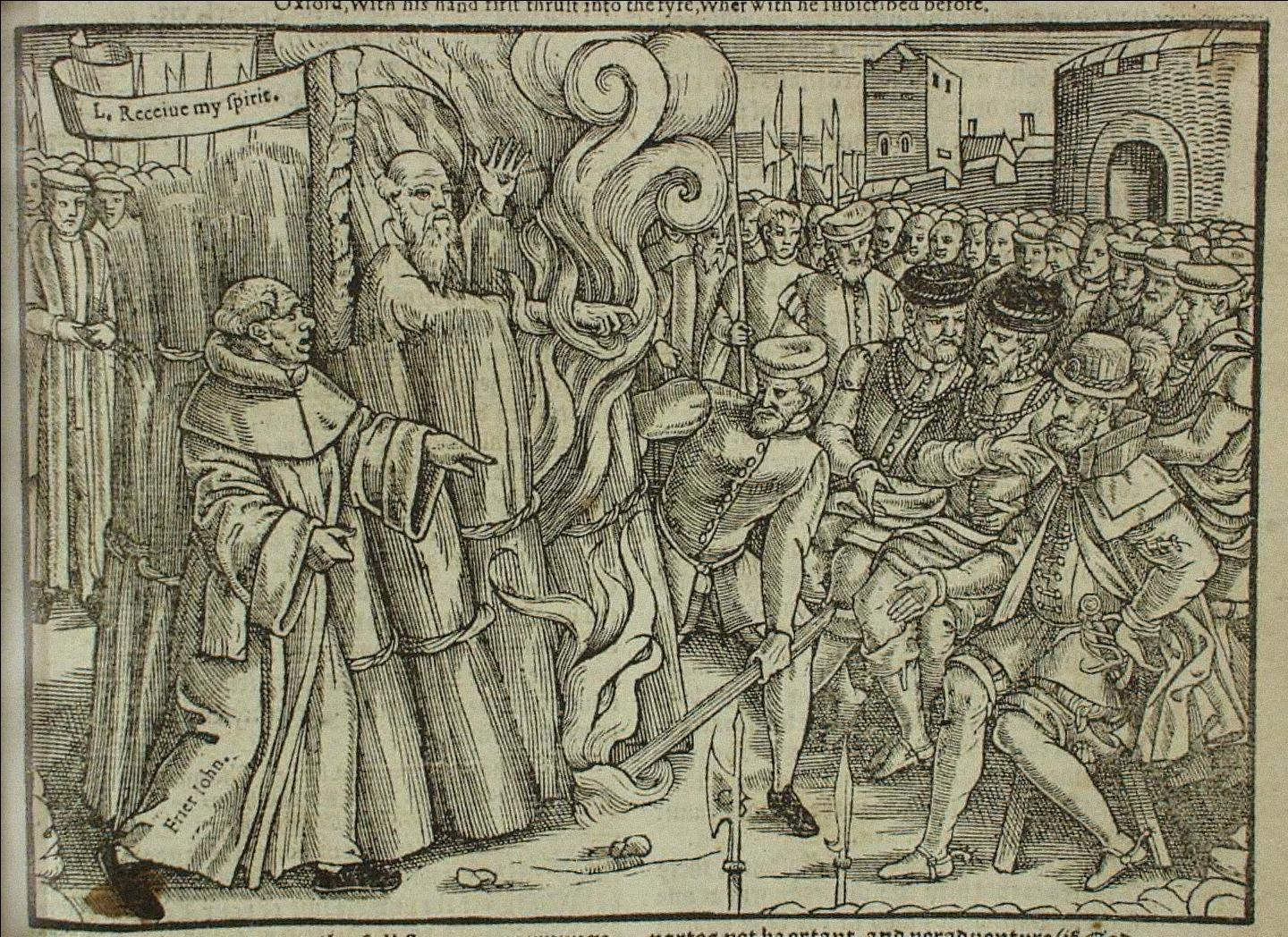
Le martyre de Cranmer tiré du livre de John Foxe, 1563.

À ce moment Cranmer signa plusieurs rétractations dans lesquelles il abjurait la foi protestante. Le 11 décembre, Cranmer quitta la prison de Bocardo et fut envoyé dans la résidence du doyen de la Christ Church. Ce nouvel environnement était très différent de celui de la prison car il se trouvait dans un milieu universitaire et était traité comme un invité d'honneur. Il débattit au sujet de la suprématie papale et du purgatoire avec le moine dominicain Juan de Villagarcia (en). Dans ses quatre premières rétractations, réalisées entre la fin du mois janvier et la mi-février, Cranmer se soumettait à l'autorité du roi et de la reine et reconnut le pape comme le chef de l'Église. Le 14 février 1556, il perdit ses titres religieux et retourna à la prison de Bocardo. Il avait concédé peu de choses et Edmund Bonner n'était pas satisfait de ces rétractations. Le 24 février, un décret fut transmis au maire d'Oxford et la date de l'exécution de Cranmer fut fixée au 7 mars. Deux jours après l'envoi du décret, une cinquième déclaration, la première pouvant réellement être qualifiée de véritable rétractation fut délivrée. Cranmer répudiait toute la théologie luthérienne et zwinglienne, acceptait entièrement la théologie catholique dont la suprématie papale et la transsubstantiation et affirmait qu'il n'y avait pas de Salut en dehors de l'Église catholique. Il déclara qu'il se réjouissait de revenir à la foi catholique, demanda à recevoir l'absolution et à participer à la messe. L'exécution de Cranmer fut repoussée et selon l'application standard du droit canonique, il aurait dû être absous. Marie refusa cependant tout nouveau renvoi. Sa dernière rétraction fut délivrée le 18 mars et était le signe d'un homme brisé implorant le pardon. Même si le droit canonique stipulait que les hérétiques s'étant rétractés bénéficiaient d'un sursis, Marie voulait faire de Cranmer un exemple en avançant que « son iniquité et son obstination contre Dieu et votre Grâce ont été si grandes que votre clémence et votre pitié ne s'appliquent pas à lui ».
Cranmer apprit qu'il pourrait réaliser une dernière rétractation mais cette fois devant une audience lors d'un service religieux à l'University Church. Il rédigea et soumit un discours à l'avance, qui fut publié après sa mort. Le jour de son exécution, le mercredi 21 mars 1556, Cranmer monta sur la chaire et commença par une prière et une exhortation à obéir au roi et à la reine mais il poursuivit en déviant complètement du discours prévu. Il abjura les rétractations qu'il avait écrites ou signées de sa main et affirma que celle-ci serait punie en étant brûlée en premier. Il déclara ensuite « Quant au pape, je le regarde comme l'ennemi de Christ et l'Antéchrist lui et toute sa fausse doctrine ». Il fut arraché au pupitre et emmené là où Latimer et Ridley avaient été brûlés six mois plus tôt. Alors que les flammes commençaient à l'entourer, il réalisa sa promesse en plaçant « cette main indigne » au cœur du brasier. Ses derniers mots furent « Seigneur Jésus, reçois mon esprit ».

## Héritage
Le gouvernement de la reine Marie publia un pamphlet avec ses six rétractations et le texte du discours qu'il aurait dû réaliser à l'University Church. L'abjuration de ses rétractations ne fut pas mentionnée mais ce qui s'était réellement passé devint rapidement connu réduisant l'impact du pamphlet. Du côté protestant, l'utilisation de ce moment fut rendu difficile par les rétractations qui l'avaient précédé. La propagande des exilés protestants se concentra sur divers extraits de ses écrits et son histoire fut finalement utilisée par John Foxe dans son Livre des Martyrs de 1559.
La famille de Cranmer s'était réfugiée en Europe continentale en 1539. On ne sait pas exactement quand elle retourna en Angleterre mais c'est peu après l'accession au trône d'Édouard VI en 1547 que Cranmer reconnut publiquement leur existence. On sait peu de choses sur la jeunesse de ses enfants. Sa fille, Margaret, est vraisemblablement née dans les années 1530 et son fils, Thomas, arriva plus tard probablement sous le règne d'Édouard. Peu après le couronnement de Marie Ire, l'épouse de Cranmer, Margarete, s'enfuit en Allemagne tandis que son fils fut confié à son frère, Edmund Cranmer, qui l'emmena également en Europe continentale. Margarete Cranmer se remaria avec Edward Whitchurch (en), l'éditeur préféré de Cranmer. Le couple retourna en Angleterre après la mort de Marie en 1558 et s'installa dans le Surrey. Whitchurch négocia également le mariage de Margaret et de Thomas Norton. Whitchurch mourut en 1562 et Margarete épousa Bartholomew Scott avant de mourir dans les années 1570. Les deux enfants de Cranmer moururent sans enfants.
Lorsqu'Élisabeth Ire arriva sur le trône en 1559, elle restaura l'indépendance de l'Église d'Angleterre vis-à-vis de Rome par l'intermédiaire du Règlement élisabéthain. Cette Église restaurée était identique à l'Église édouardienne de septembre 1552. En conséquence, le Livre de la prière commune était essentiellement le même que l'édition de 1552 de Cranmer sans la Black Rubric. Au cours de l'Assemblée générale du clergé en 1563, les Forty-Two Articles qui ne furent jamais adoptés par l'Église furent modifiés au sujet de la doctrine de l'eucharistie pour former les Trente-neuf articles. La plupart des exilés protestants revinrent en Angleterre et reprirent leurs fonctions dans l'Église. Pour certains comme Edmund Grindal, l'un des archevêques de Cantorbéry durant le règne d'Élisabeth, Cranmer était un exemple dont les travaux devaient être défendus et poursuivis.
Les principaux travaux de Cranmer concernèrent l'établissement de la suprématie royale et la diffusion de la théologie et des pratiques réformées. Néanmoins, il est essentiellement connu pour ses contributions dans le domaine littéraire et culturel. Ses écrits aidèrent à orienter le développement de la langue anglaise et le Livre de la prière commune est une contribution majeure à la littérature anglaise qui influença de nombreux auteurs dans le monde anglophone. Ses travaux guidèrent la théologie anglicane durant 400 ans. Les biographes catholiques représentent parfois Cranmer comme un opportuniste sans principes, un nicodémite et un instrument de la tyrannie royale. De l'autre côté, les biographes hagiographiques protestants ignorent parfois les occasions dans lesquelles Cranmer trahit ses principes. Les deux camps s'accordent néanmoins pour affirmer que Cranmer était un universitaire engagé dont la vie montre les forces et les faiblesses d'un être humain et d'un réformateur souvent sous-apprécié. Il est commémoré dans la Communion anglicane comme un martyr de la Réforme le 21 mars, le jour anniversaire de sa mort. Le parc Cranmer de Christchurch en Nouvelle-Zélande est nommé en son honneur.

## Dans la culture populaire
Thomas Cranmer a été joué à l'écran par :
- Charles Fuller dans le film Henry VIII de 1911
- Lumsden Hare dans le film La Reine vierge de 1953
- Cyril Luckham dans le film Un homme pour l'éternité de 1966
- Bernard Hepton dans la série Les Six Femmes d'Henri VIII de 1970 et les films Elizabeth R de 1971 et Henry VIII and His Six Wives de 1972
- David Waller dans Lady Jane de 1986
- Hans Matheson dans la série Les Tudors de 2008[109]

### Sources
- (en) Cet article est partiellement ou en totalité issu de l’article de Wikipédia en anglais intitulé « Thomas Cranmer » (voir la liste des auteurs).
- Notices d'autorité :   - VIAF
  - ISNI
  - BnF (données)
  - IdRef
  - LCCN
  - GND
  - Italie
  - CiNii
  - Espagne
  - Belgique
  - Pays-Bas
  - Pologne
  - Israël
  - NUKAT
  - Suède
  - Vatican
  - Australie
  - Norvège